# Iranisch-portugiesische Beziehungen
Der Artikel Iranisch-portugiesische Beziehungen beschreibt das zwischenstaatliche Verhältnis zwischen Iran und Portugal. Die Länder unterhalten seit 1956 direkte diplomatische Beziehungen.
Die historischen, seit dem frühen 16. Jahrhundert bestehenden Beziehungen zwischen Persien und Portugal sind traditionell gut. Historisch kreuzten sich die Wege der beiden Länder erstmals wesentlich im 16. Jahrhundert, mit der Ankunft portugiesischer Seefahrer am Golf von Oman und im Persischen Golf. Die erfolgreiche Einnahme der persischen Insel Hormus 1507 und damit die Kontrolle der Golfe von Persien und Oman war neben der Eroberung Malakkas ein entscheidender Schlüssel für den anhaltenden Erfolg der portugiesischen Handelsbeziehungen mit Indien. Auch einige gegenseitige Lehnwörter und Alltagsbegriffe haben ihren Ursprung in dieser Zeit der intensiven Kontakte, etwa das portugiesische Qiosque (aus dem persischen Kūšk کوشک, dt. Kiosk) oder das persische Wort für Orangen, Porteghal (پرتقال), das sich von Portugal ableitet.
Heute streben beide Seiten eine erneute Intensivierung der bilateralen Beziehungen an, insbesondere in wirtschaftlicher Hinsicht, aber auch kulturell und wissenschaftlich.
Nach der Islamischen Revolution 1979 flohen viele Iraner ins Ausland, einige auch nach Portugal. Der portugiesisch-iranische Rockmusiker Mazgani gehört dazu.
Im Jahr 2015 waren 546 iranische Staatsbürger in Portugal registriert, davon mit 182 die meisten im Distrikt Lissabon. Im Jahr 2011 waren 26 Portugiesen im portugiesischen Konsulat in Teheran gemeldet.

## Geschichte

### Bis 1900

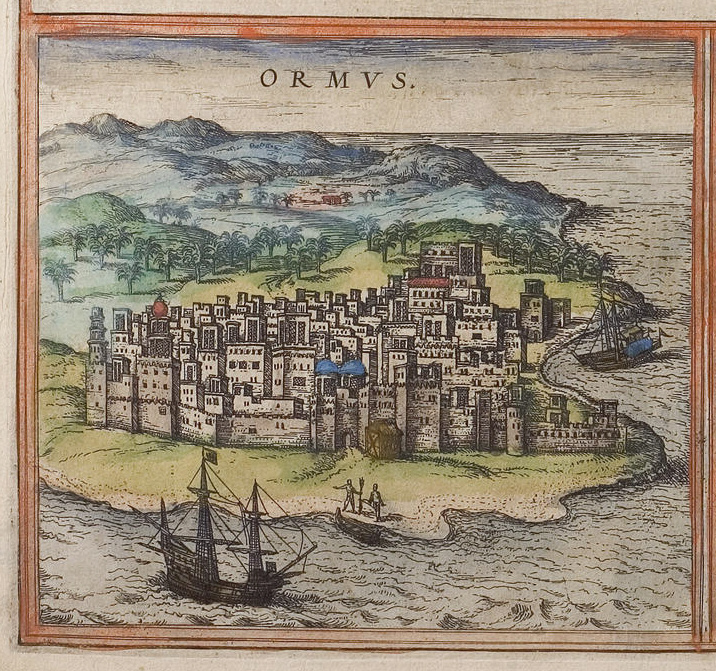
Die portugiesische Besitzung Hormus um 1572, Zeichnung von Georg Braun

Als erster offizieller zwischenstaatlicher Kontakt kann das Jahr 1507 gelten, als ein Beauftragter des Schah Ismail I. in Hormus den fälligen Tribut eintreiben wollte und dort auf Afonso de Albuquerque traf, der die Stadt eingenommen hatte.
Albuquerque blieb der bedeutendste Admiral Portugals im Persischen Golf in dieser Zeit. Er ließ zudem eine Festung in Hormus errichten, die um 1515 fertiggestellt wurde. Albuquerque, der zweite Vizekönig von Portugiesisch-Indien, verfolgte zu der Zeit parallel eine Neuausrichtung und Organisation seiner Gebiete, zu der auch eine Reihe diplomatischer Missionen gehörte, auch an den Hof Ismails I. Der portugiesische Gesandte wurde am persischen Hof gut aufgenommen und kehrte mit einem persischen Offiziellen nach Hormus zurück, mit einem opulenten Geschenk für den portugiesischen Vizekönig, der es in der noch nicht ganz fertigen Festung in einer „großen Zeremonie“ entgegennahm.
Ab 1507 unterwarf Albuquerque eine Reihe weiterer Städte an den Küsten des Persischen Golfs, die fortan der portugiesischen Krone tributpflichtig waren. Hormus mit seiner strategisch bedeutenden Lage am Eingang zum Golf blieb der militärische Stützpunkt und das Handelszentrum der portugiesischen Anwesenheit in der Region. Die Insel bot jedoch nicht genug Wasser und Nahrung und musste daher von anderen portugiesisch kontrollierten Stützpunkten versorgt werden. Eine wichtige Rolle im Verteidigungs- und Versorgungssystem spielte dabei die viel größere Insel Qeschm und ihre Nachbarin Larak, aber auch die Festungen auf dem Festland, insbesondere die von Comorão (heute Bandar Abbas).
Im Mai 1621 erneuerte Rui Freire de Andrade, „General des Meeres von Hormus und der Persischen und Arabischen Küsten“ (General do Mar de Ormuz e Costa da Pérsia e Arábia), die Festung von Qeschm, um die militärische Sicherheit und logistische Versorgung der Insel Hormus weiter zu garantieren. Der Schah nahm diese Baumaßnahme jedoch als feindseligen Akt auf.
Das inzwischen in Personalunion mit Spanien regierte Portugal erlebte zu der Zeit einen Niedergang seines Kolonialreichs und konnte Angriffe immer schwerer abwehren, insbesondere gegen die aufstrebenden und mit Spanien im Konflikt stehenden Engländer. Erstmals trafen Portugiesen und Engländer militärisch ab dem Seegefecht bei Dschask im Dezember 1620 / Januar 1621 aufeinander. Am 11. Februar 1622 erzwangen anglo-persische Streitkräfte die Aufgabe des portugiesischen Forts von Qeschm. Am folgenden 20. Februar bedrängten erstmals über 3.000 persische Soldaten und sechs britische Kriegsschiffe Hormus.

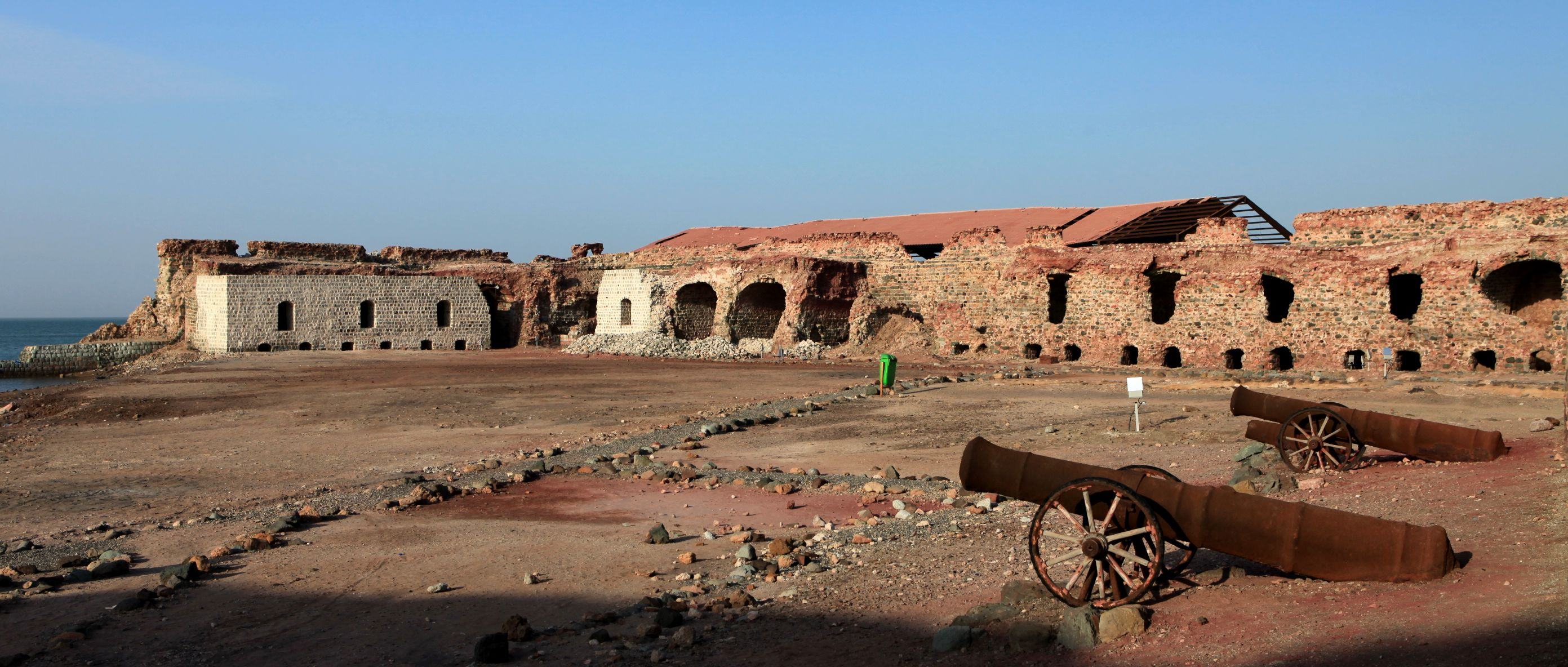
Die Portugiesische Festung von Hormus (2011)

Am 12. Mai 1622 gab Portugal die Insel Hormus schließlich auf. Die etwa 2.000 Portugiesen übersiedelten nach Maskat, und Hormus kam wieder in persischen Besitz, jedoch unter britischer Protektorats-Verwaltung. Es folgten verschiedene portugiesische Rückeroberungsversuche in den Jahren 1623, 1624, 1625 und 1627. Nach einem letzten, diesmal diplomatischen Versuch 1631 richtete Portugal seine Präsenz im Persischen Golf mit einer neuen Faktorei in Bassorá (Basra) am Schatt al-Arab neu aus. Zudem gelang die Rückeroberung von Soar (Suhar), das mit Hormus verlorengegangen war. Verantwortlich für diese neuerlichen Fortschritte war wieder Rui Freire de Andrade, der zudem eine Niederlassung in Cassapo (al-Chasab) erreichte.
1624/1625 schlossen die Portugiesen einen Vertrag mit Persien, der ihnen eine befestigte Faktorei in Bandar-e Kong (heute im Verwaltungsbezirk Bandar Lengeh) zugestand. Die Ruinen der einstmals mächtigen Anlage sind heute noch zu sehen. 1631 entstand auf der Persien zugewandten Seite der Musandam-Halbinsel eine weitere portugiesische Festung. 1633 starb Rui Freire de Andrade, der bedeutendste portugiesische Offizielle im Golf von Persien. Er wurde in der Kirche Igreja de Santo Agostinho in Maskat beigesetzt.
Der portugiesische Handel in den eigenen Faktoreien der Region florierte weiter. 1648 wurden die Portugiesen jedoch, nach einer Belagerung Maskats, zur Aufgabe und Schleifung der Festungen von Qurayyat (Curiate), Dibba (Doba) und Matrah (Matara) gezwungen, bis den Omanis 1650 schließlich die Einnahme Maskats gelang. Damit war das Ende der portugiesischen Präsenz im Persischen Golf und im Golf von Oman besiegelt.
Der persisch-portugiesische Kontakt nahm danach naturgemäß ab, bestand aber dennoch weiter, insbesondere auf der Ebene der Diplomatie und des Handels. Durch diplomatische Missionen wie der von 1696/1697 sprachen beide Seiten gemeinsame Interessen ab und vereinbarten Kooperationen. So stritten portugiesische Kriegsschiffe zusammen mit persischem Militär gegen Maskat, insbesondere 1715 und 1718.
Das portugiesische Ansinnen auf eine Rückgabe von Hormus ohne mit Persien zu brechen konnte jedoch nicht verwirklicht werden, wie portugiesische Dokumente aus den Jahren zwischen 1730 und 1758 belegen. Diese Dokumente belegen zugleich die weiterhin normal bestehenden Beziehungen.

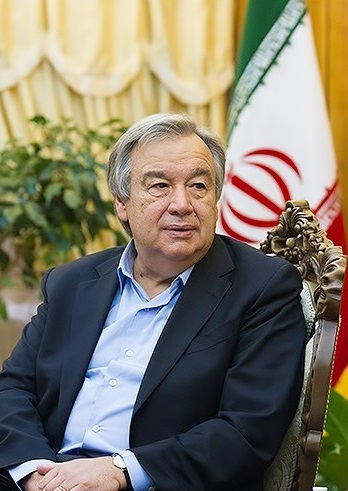
Der ehemalige portugiesische Premier und jetzige UNO-Generalsekretär António Guterres in Teheran (2014)

### Seit 1900
Am 15. Oktober 1956 akkreditierte sich Luís Norton de Matos, Portugals Vertreter in der Türkei, als erster Botschafter in Iran.
Am 10. Februar 1972 nahm Botschafter Carlos Henrique Ferreira Lemonde Macedo die Arbeit in der neu eröffneten Botschaft Portugals in Teheran auf.
Seit dem Ende der Sanktionen wegen des iranischen Atomprogramms 2016 streben beide Seiten eine Intensivierung vor allem der Wirtschaftsbeziehungen an. So besuchte der portugiesische Staatssekretär Jorge Costa Oliveira mit einer Wirtschaftsdelegation portugiesischer Unternehmer die Islamische Republik Iran im Juni 2016. Dabei erklärte er, die Länder wollten zunächst den bilateralen Handel ausbauen und dann gegenseitige Investitionsmöglichkeiten erarbeiten. Er nannte die Bereiche produzierendes Gewerbe und Tourismus, aber auch die Rückkehr zu portugiesischen Importen iranischen Erdöls.
Auch die iranische Seite strebt eine stärke Beziehung zu Portugal an. So erklärte der iranische Präsident Hassan Rohani im Februar 2017 anlässlich der Akkreditierung des neuen portugiesischen Botschafters in Teheran, dass es keinerlei Hindernisse für eine umfassende Intensivierung der bilateralen Beziehungen gäbe, nicht nur in politischer und wirtschaftlicher Hinsicht, sondern auch kulturell, wissenschaftlich, technologisch und akademisch.

## Diplomatie
Portugal unterhält seit 1972 eine Botschaft in der iranischen Hauptstadt Teheran, in der Hausnummer 13 der Rouzbeh Street an der bekannten Hedayat Avenue im Stadtteil Darrous. Darüber hinaus bestehen keine portugiesischen Konsulate in Iran. Jedoch ist eine portugiesisch-iranische Website für online-Anfragen zu portugiesischen Einreisevisa geschaltet.
Iran führt eine Botschaft in der portugiesischen Hauptstadt Lissabon, in der Rua do Alto do Duque Nummer 49. Weitere iranische Konsulate sind in Portugal nicht eingerichtet.

## Wirtschaft

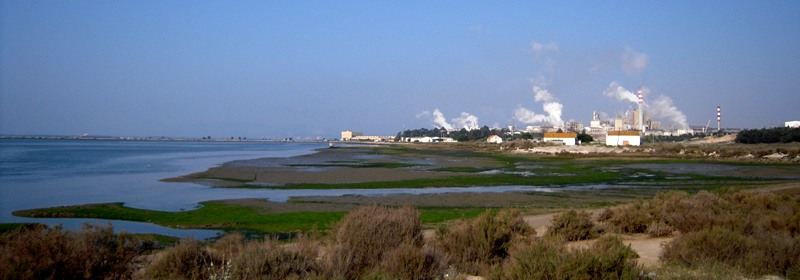
Papierfabrik der Portucel Soporcel in Setúbal: Papier und Zellstoff sind die wichtigsten Exportartikel Portugals nach Iran

Die portugiesische Außenhandelskammer AICEP unterhält ein Büro an der portugiesischen Botschaft in Teheran.
Im Jahr 2016 exportierte Portugal Waren im Wert von 18,04 Mio. Euro in die Islamische Republik (2015: 19,74 Mio.; 2014: 7,03 Mio.; 2013: 7,40 Mio.; 2012: 13,24 Mio.), davon 41,3 % Papier und Zellulose, 15,9 % Maschinen und Geräte, 9,8 % chemisch-pharmazeutische Produkte und 9,2 % Fahrzeuge und Fahrzeugteile.
Im gleichen Zeitraum lieferte Iran Waren im Wert von 33,97 Mio. Euro an Portugal (2015: 26,83 Mio.; 2014: 30,63 Mio.; 2013: 13,13 Mio.; 2012: 7,34 Mio.), davon 97,3 % Metalle, 1,9 % landwirtschaftliche Erzeugnisse, 0,4 % Erze und Minerale und 0,3 % chemisch-pharmazeutische Produkte.
Damit stand Iran für den portugiesischen Außenhandel an 86. Stelle als Abnehmer und an 73. Stelle als Lieferant. Im iranischen Außenhandel rangierte Portugal damit an 33. Stelle unter den Abnehmern und an 56. Stelle unter den Lieferanten.

## Kultur

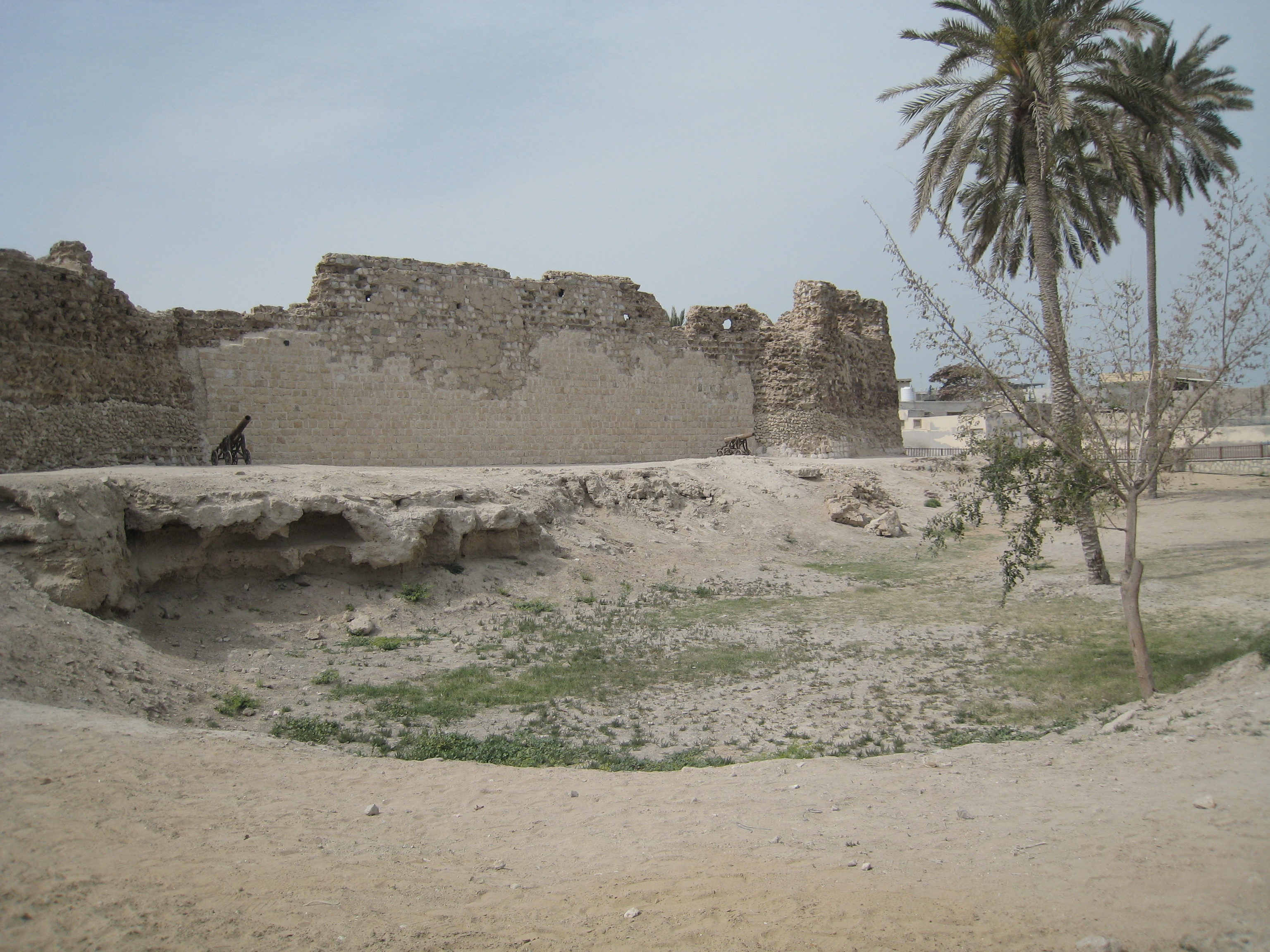
Die portugiesische Festung in Qeschm

Das portugiesische Kulturinstitut Instituto Camões ist nicht in Iran vertreten, jedoch gibt es Kooperationen der portugiesischen Gulbenkian-Stiftung zum Erhalt des architektonischen Erbes Portugals in Iran. Zu nennen sind dabei die Projekte der portugiesischen Festungen im früheren Persien, insbesondere Qeschm und Larak.
Filme des Iranischen Kinos sind regelmäßig bei portugiesischen Filmfestivals vertreten. 1999 wurde Bahman Ghobadi beim wichtigsten portugiesischen Kurzfilmfestival, den Curtas Vila do Conde ausgezeichnet, bevor er 2005 beim Festróia-Filmfestival mit Schildkröten können fliegen gewann. 1997 hatte dort bereits Majid Majidi mit Pedar gewonnen. Azadeh Moussavi wurde beim Kurzfilmfestival FIKE im portugiesischen Évora 2021 für das Beste Drehbuch ausgezeichnet, für seinen Film The visit.
Der iranische Regisseur Reza Hajipour lebt und arbeitet in Portugal. Sein Kurzfilm O Bebé erhielt 2013 beim portugiesischen FESTin-Filmfestival den Publikumspreis.
Der portugiesisch-iranische Musiker Mazgani wurde ab Mitte der 1990er Jahre zunächst in Portugal und danach auch international als Vertreter des Americana-Musikstils bekannt.

## Sport
Fußball ist in beiden Ländern außerordentlich beliebt.
Männer

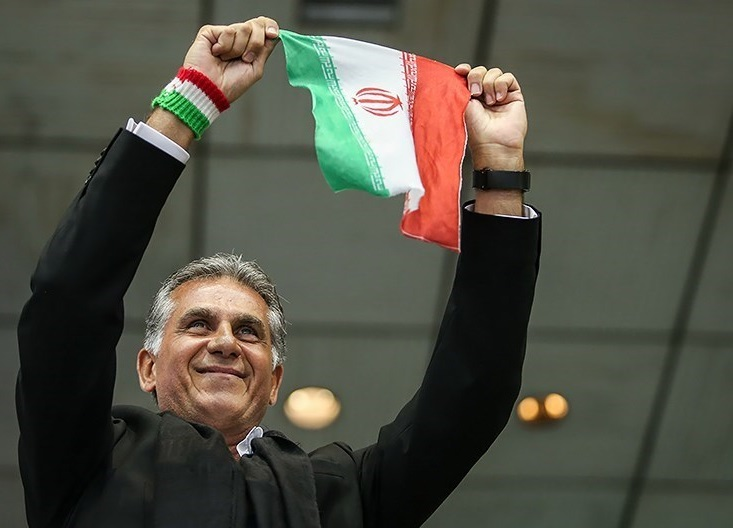
Irans Nationaltrainer Carlos Queiroz vor dem Aufbruch zur WM 2014 in Brasilien

Die Iranische Fußballnationalmannschaft und die Portugiesische Auswahl haben bisher zweimal gegeneinander gespielt. Erstmals trafen sie am 14. Juni 1972 beim Taça-Independência-Turnier im brasilianischen Recife aufeinander, danach spielten sie am 17. Juni 2006 in Frankfurt am Main bei der WM 2006 gegeneinander, beide Spiele endeten mit einem portugiesischen Sieg (Stand Februar 2017).
Gelegentlich spielen iranische Spieler auch für portugiesische Klubs, darunter Nationalspieler wie Mehdi Taremi, Mehrdad Mohammadi, Mohammad Mohebi oder die Torhüter Alireza Haghighi, Payam Niazmand und Amir Abedzadeh.
Seit 2011 ist der Portugiese Carlos Queiroz iranischer Nationaltrainer. Er führte die Auswahl Irans zur WM 2014 nach Brasilien und damit zur vierten WM-Teilnahme des Landes, die jedoch erneut nach der Vorrunde endete. Er ist nicht der erste portugiesische Trainer in Iran, so war Nelo Vingada 2009 Trainer des FC Persepolis, bevor er 2012 Co-Trainer unter Carlos Queiroz wurde und danach die Iranische U-23-Auswahl der Männer trainierte, bis 2014. Seit 2022 trainiert Ricardo Sá Pinto den Hauptstadtclub Esteghlal Teheran.
Im Rahmen der pompösen 2500-Jahr-Feier der Iranischen Monarchie im Jahr 1971 wurden auch internationale Fußballmannschaften eingeladen. Der portugiesische Traditionsverein Académica de Coimbra war zu der Zeit eine europäische Überraschungsmannschaft, und das Studententeam folgte der Einladung des Schahs Mohammad Reza Pahlavi.
Frauen
Die Iranische Frauen-Nationalmannschaft und die Portugiesische Frauen-Nationalelf sind bisher noch nicht aufeinander getroffen (Stand Februar 2017).